# 东大屯乡
东大屯乡，是中华人民共和国辽宁省朝阳市朝阳县下辖的一个乡镇级行政单位。

## 行政区划
东大屯乡下辖以下地区：
大屯村、高家村、徐家店村、孤山子村、稗子沟村、士毅村、玉田屯村、庙沟村、洞子沟村和薛家屯村。